# Дворец (Валдайский район)
Дворец — деревня в Валдайском районе Новгородской области, входит в состав Яжелбицкого сельского поселения.
Деревня расположена на железнодорожной ветке Валдай — Старая Русса в месте слияния рек Полометь и Чёрная. Ближайшие населённые пункты — деревни Аксентьево и Мосолино. В советское время рядом с деревней функционировал пионерский лагерь «Лесное», в настоящее время — детский оздоровительный лагерь.